# La Grande Aventure de Maya l'abeille
Série
Maya l'abeille 2 : Les Jeux du miel
(2018)
Pour plus de détails, voir Fiche technique et Distribution.
La Grande Aventure de Maya l'abeille (Maya the Bee) est un film d'animation germano-australien réalisé par Alexs Stadermann, sorti en 2014.

## Synopsis
Maya, une jeune abeille tout juste sortie de son rayon de cire, explore la ruche qu'elle découvre mais en provoquant quelques dégâts. Elle finit par sortir de la ruche et rencontre Flip la sauterelle à qui elle explique que personne ne l'aime à la ruche. Mais Flip, pensant que la place d'une abeille est dans la ruche, la ramène chez elle. Pendant ce temps, la conseillère royale Buzzlina complote pour usurper le trône de la reine en lui volant la gelée royale et en accusant les Frelons tout juste installés dans la prairie. Maya et tous ses nouveaux amis composés de Flip, Willi (son premier ami abeille), Piquant le Frelon et d'autres vont alors tenter de sauver la situation.

## Fiche technique
Sauf indication contraire, les informations mentionnées dans cette section peuvent être confirmées par la base de données cinématographiques IMDb,  présente dans la section « Liens externes ».
- Titre original : Maya the Bee
- Titre français : La Grande Aventure de Maya l'abeille
- Réalisation : Alexs Stadermann
- Scénario : Fin Edquist et Marcus Sauermann, d'après deux livres pour enfants de Waldemar Bonsels (1912 et 1915)
- Direction artistique : Peter Oedekoven
- Décors : Ralph Niemeyer
- Animation : Simon Pickard
- Son : Klaus Wendt
- Montage : Adam Smith
- Musique : Ute Engelhardt
- Production : Barbara Stephens et Thorsten Wegener
  - Production associée : Alexia Gates-Foale et Jo Hahn
  - Production déléguée : Jim Ballantine et Patrick Elemendorff
- Sociétés de production : Studio 100, Flying Bark et Screen Australia
- Sociétés de distribution : Universum Film AG (Allemagne), La Belle Company (France)
- Pays d’origine :  Allemagne et  Australie
- Format : couleur - 1,85:1 - son Dolby Digital
- Genre : animation
- Durée : 85 minutes
- Dates de sortie :
  - Corée du Sud : 4 septembre 2014
  - Allemagne : 11 septembre 2014
  - Australie : 1er novembre 2014
  - Belgique : 17 décembre 2014
  - France : 4 février 2015

## Distribution
| - Nina Schatton : Maya l'abeille - Jan Delay : Willi - Cusch Jung: Flip - Beate Gerlach : Thekla - Stefan Krauße : Arnie - Roland Hemmo : Bruno - Santiago Ziesmer : Hugo - Eva-Maria Hagen : la Reine - Cosma Shiva Hagen : Mme Kassandra | - Jenifer : Maya l'abeille - Sauvane Delanoë : Willi - Christophe Maé : Flip - Bernard Bollet : Hank - Anne Massoteau : la nourrice |

Photos des acteurs principaux
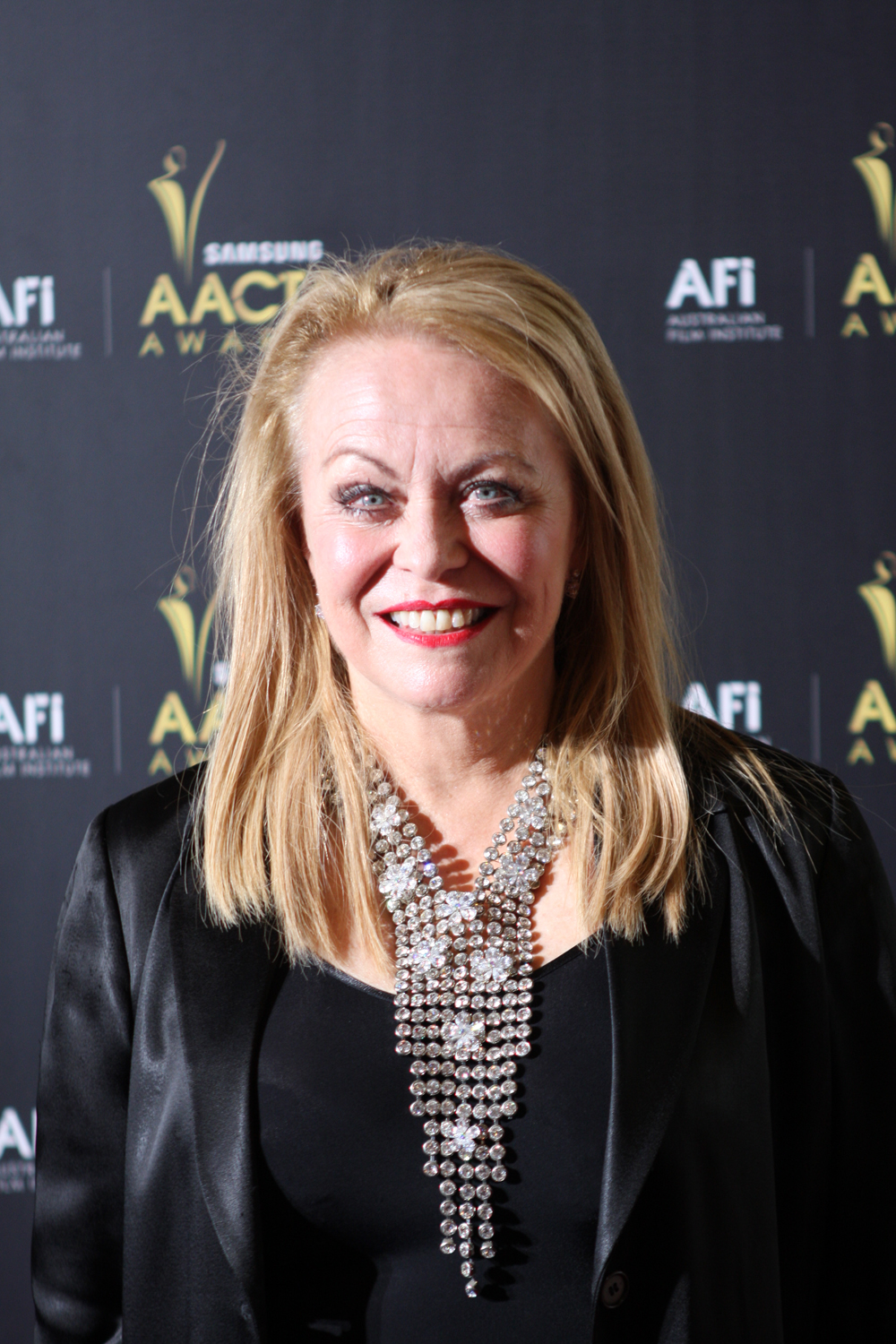
Jacki Weaver
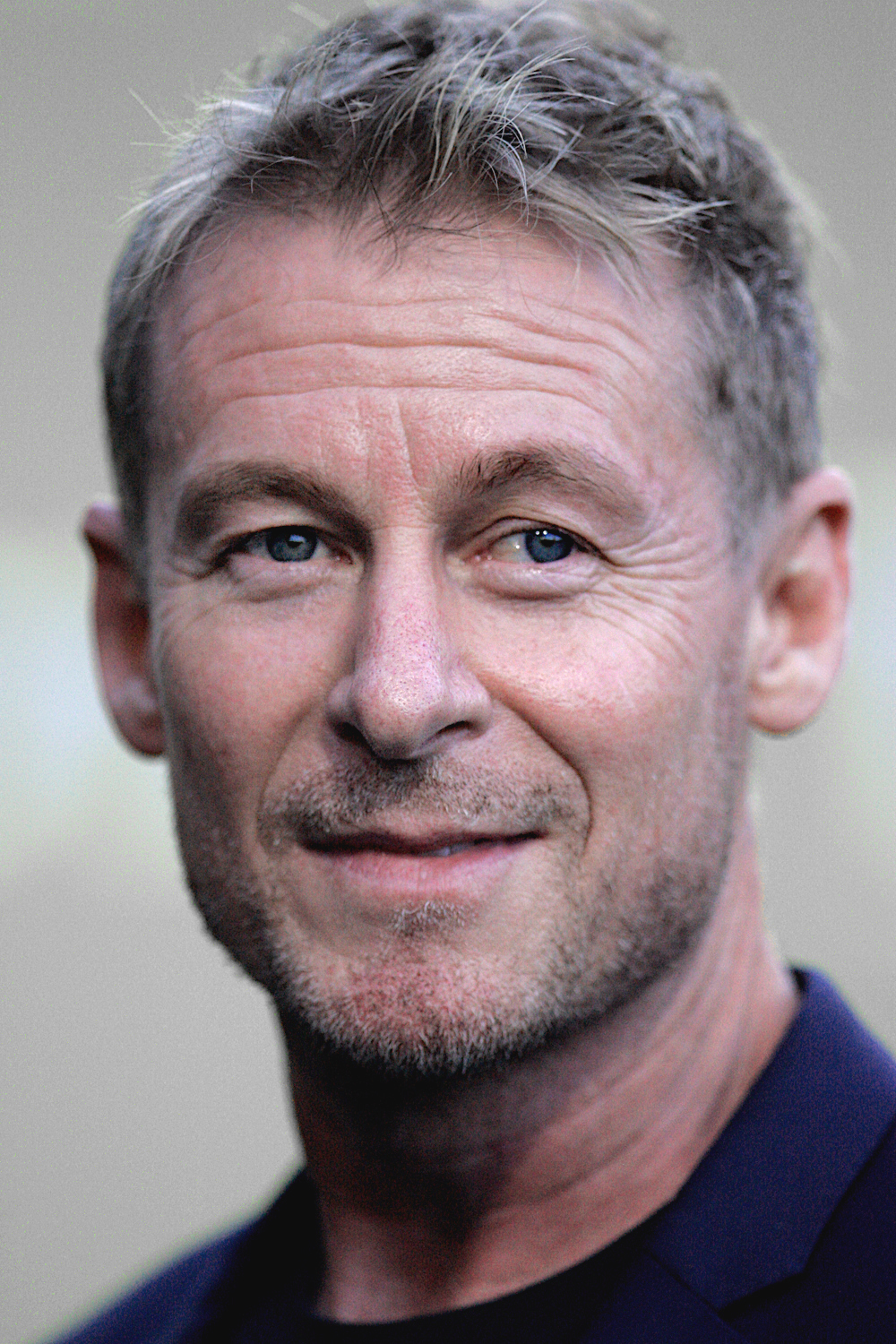
Richard Roxburgh
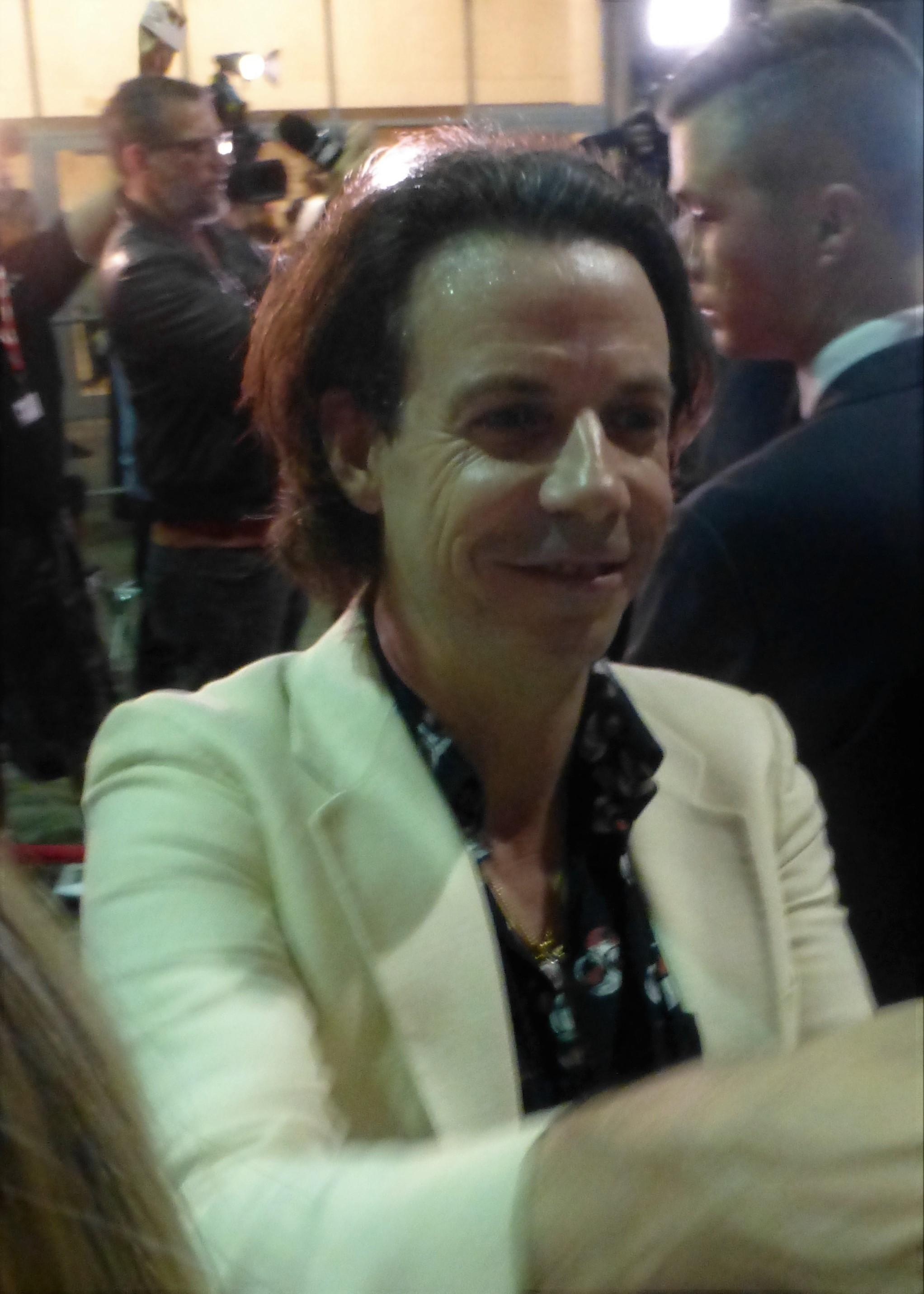
Noah Taylor
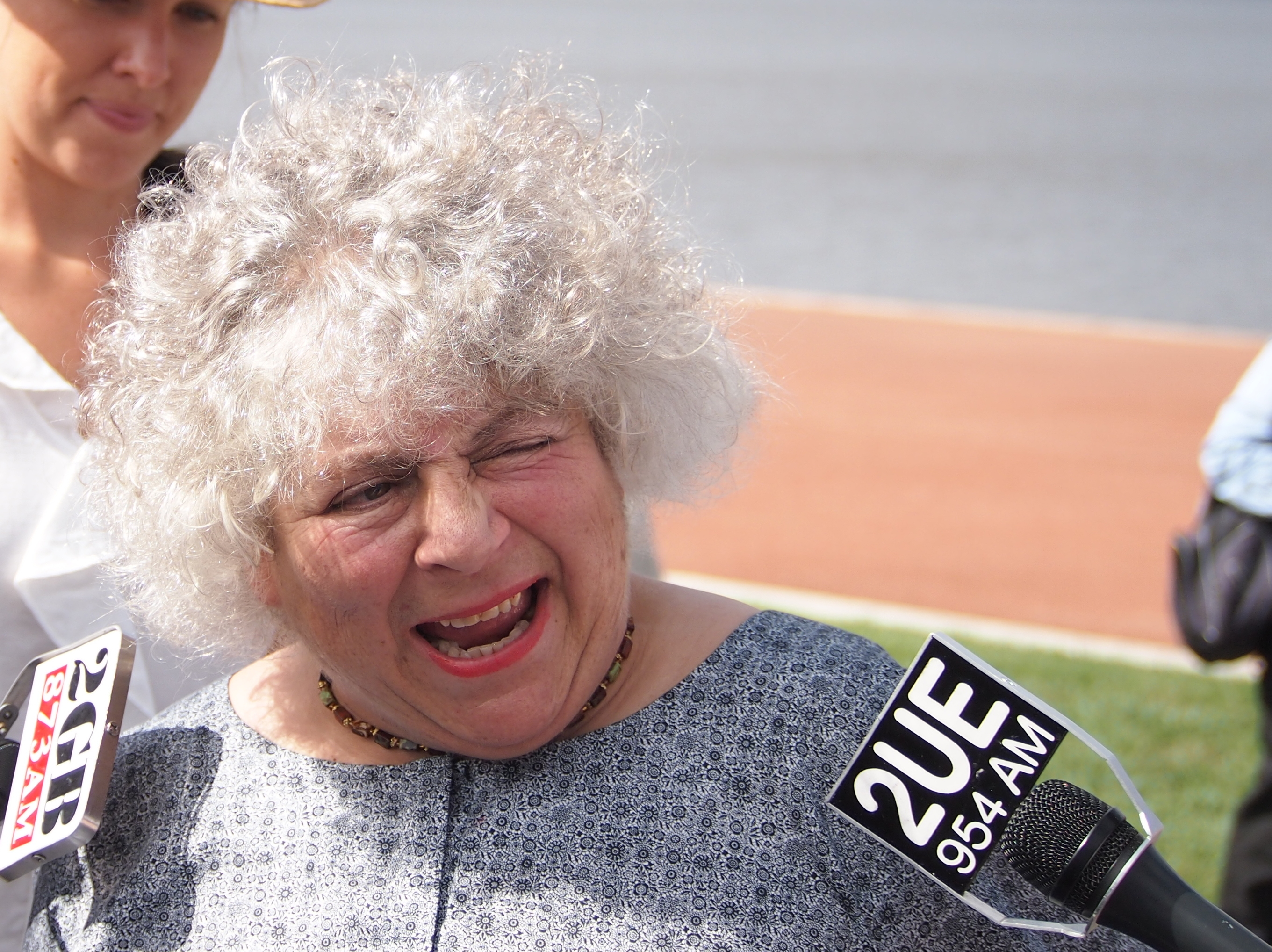
Miriam Margolyes
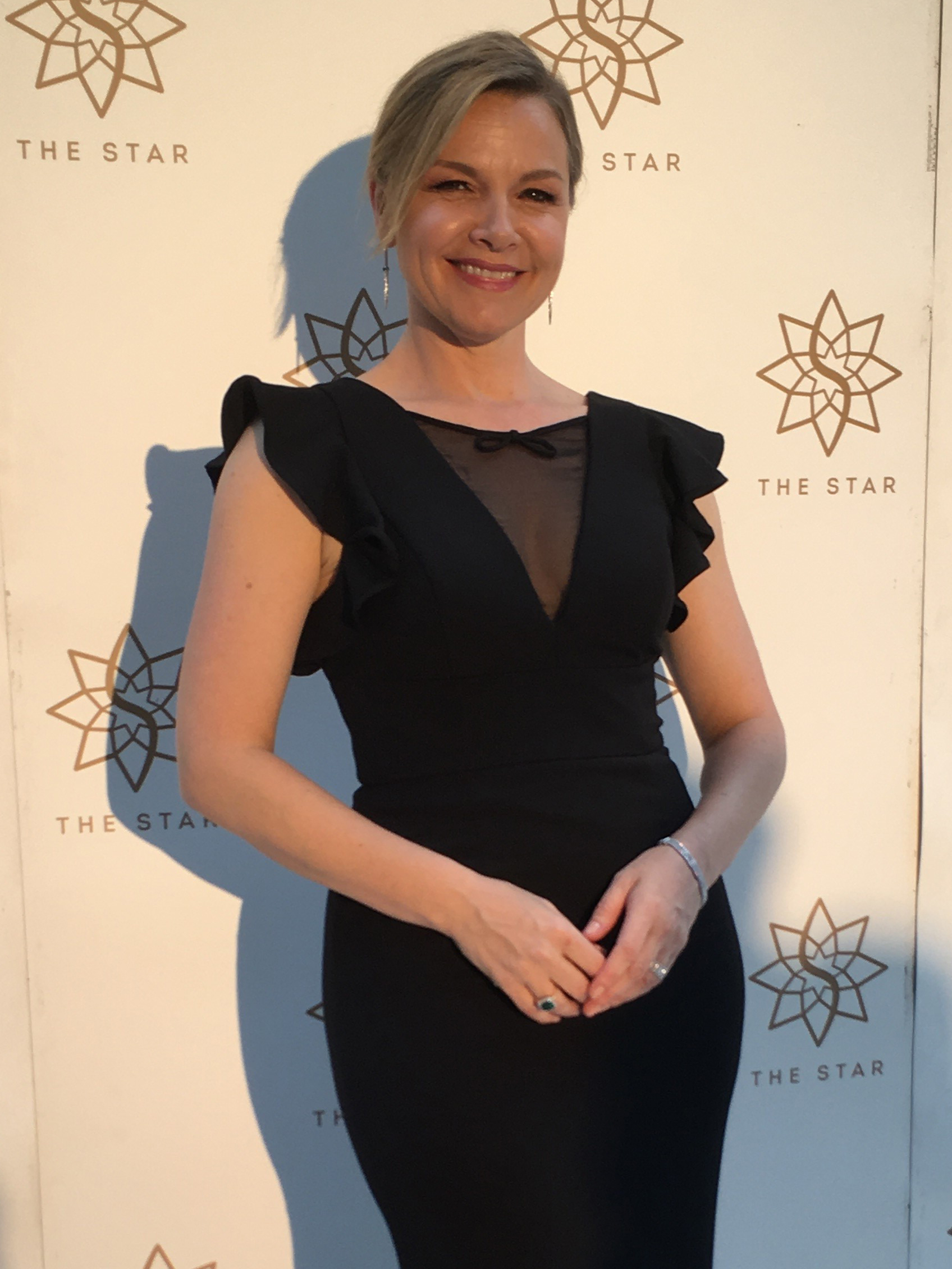
Justine Clarke
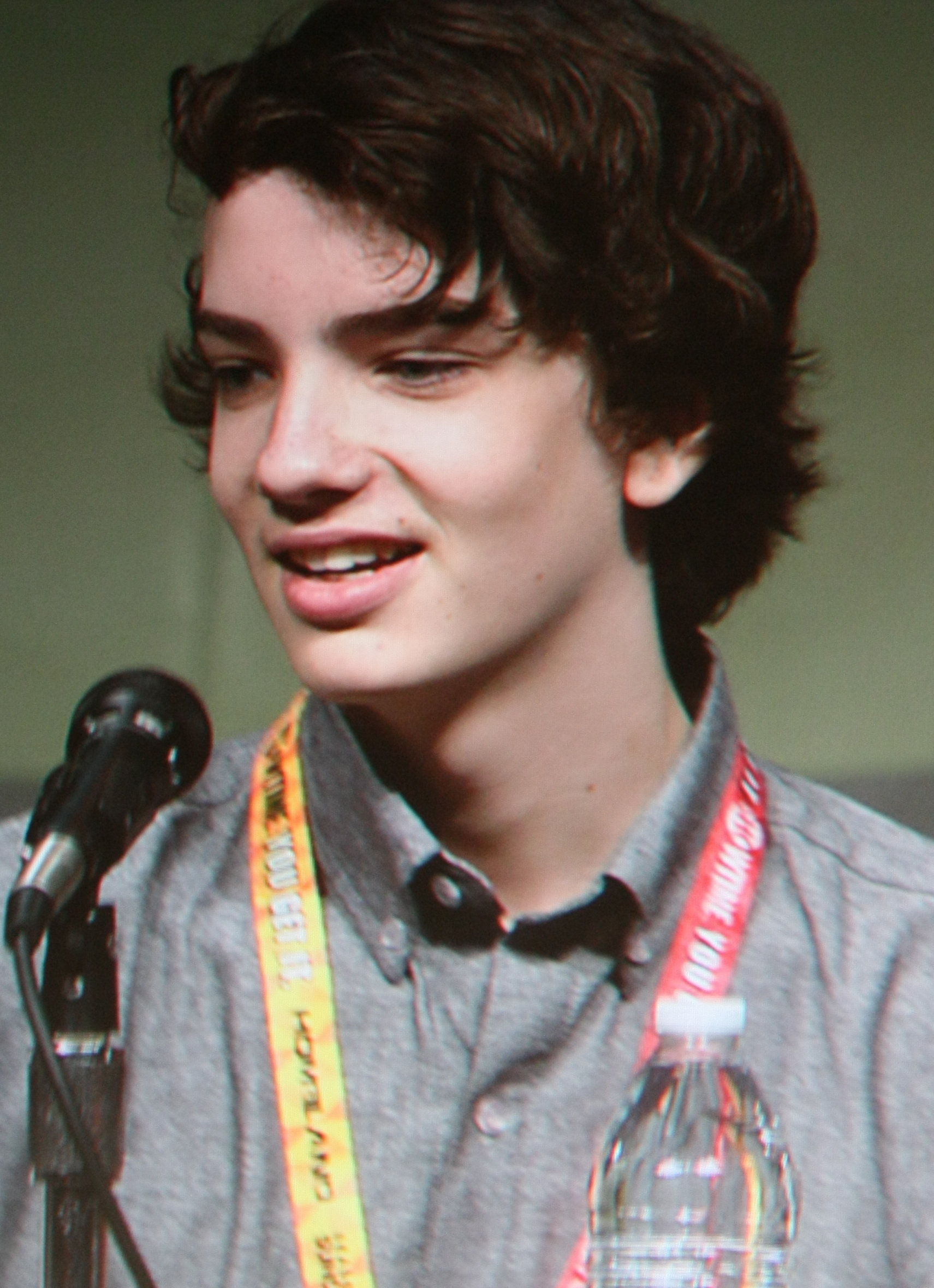
Kodi Smit-McPhee

## Production
En mai 2013, le directeur général de Studio 100, Patrick Elmendorff, annonce un film Maya l'abeille en relief avec une sortie en septembre 2014 en Allemagne. Il déclare : « Après le récent succès dans le monde entier de la nouvelle série télévisée d'animation Maya l'abeille, nous sommes ravis d'annoncer la production du premier film en relief Maya l'abeille pour une sortie au cinéma ».

## Box office
En France, La Grande Aventure de Maya l'abeille sort en février 2015 et est un succès au box office : à la fin de l'année, il cumule 1 million d'entrées.

## Suite
Une suite, intitulée Maya l'abeille 2 : Les Jeux du miel, est sortie au cinéma en 2018, suivie d'un troisième film, Maya l'abeille 3 : L’œuf d'or, sorti directement en vidéo en 2021.